# Niva Morávky
Niva Morávky este o arie protejată (arie specială de conservare — SAC, sit de importanță comunitară — SCI) din Republica Cehă întinsă pe o suprafață de 367,36 ha, integral pe uscat.

## Localizare
Centrul sitului Niva Morávky este situat la coordonatele 49°39′06″N 18°25′23″E / 49.651667°N 18.423056°E.

## Înființare
Situl Niva Morávky a fost declarat sit de importanță comunitară în aprilie 2005 pentru a proteja un număr necunoscut de specii din flora spontană și fauna sălbatică aflate în arealul zonei. Situl a fost protejat și ca arie specială de conservare în ianuarie 2017.

## Biodiversitate
Situată în ecoregiunea continentală, aria protejată conține 3 habitate naturale: Râuri de munte și vegetația lor lemnoasă cu Myricaria germanica, Păduri de stejar și carpen Galio-Carpinetum, Păduri aluvionare cu Alnus glutinosa și Fraxinus excelsior (Alno-Padion, Alnion incanae, Salicion albae).
La baza desemnării sitului se află un număr nedeclarat de specii protejate.